# Narcís Fages de Romà
Narcís Fages de Romà (Figueres, 1813 - Figueres, 1884), jurisconsult i agrònom, era fill d'una antiga nissaga empordanesa. Entre ells hi hagué notaris, advocats i científics. Va fundar la Societat d'Agricultura de l'Empordà (1845), la primera d'aquesta mena a tot l'estat espanyol, i va participar activament, com a soci de mèrit, en les activitats de l'Institut Agrícola Català de Sant Isidre, en la qual es va integrar finalment la Societat d'Agricultura de l'Empordà. El 1849 fou nomenat Comissari Regi d'Agricultura de la província de Girona. Fundà les revistes agrícoles "El Bien del País" (1845-49) i "La Granja" (1850-55). També va promoure el 1885 la fundació de la Granja-Escola de Fortianell com a escola d'agricultura de l'Empordà, la qual posteriorment es va agregar a l'Institut de Segon Ensenyament de Figueres. Va pertànyer com a soci de mèrit a l'Acadèmia Matritense de Legislación y Jurisprudencia, Reial Acadèmia de Ciències Naturals i Arts, Acadèmia de les Bones Lletres de Barcelona, Societat Econòmica d'Amics dels País de Barcelona, València i Girona, Acadèmia de Ciències i Lletres de les Illes, i Societè Agrícole et Littéraire des Pirénées Orientals. Les seves activitats en favor de la modernització de l'agricultura a l'Empordà van trobar continuació en el seu fill, el també jurista Carles Fages de Perramon.
Narcís Fages de Romà va tenir un paper destacat en la lluita contra la plaga de la fil·loxera, que havia atacat les vinyes de França, i que tot seguit també es va observar a la comarca el 1878, en una vinya de Rabós i Sant Quirze de Colera. El 1878 Fages de Romà presidia una comissió de vigilància i defensa contra aquesta plaga i va ser nomenat president de la Subcomissió de defensa contra la Fil·loxera en el partit de Figueres, havent publicat diversos estudis de possible prevenció i impedir la seva propagació que ja havia atacat les vinyes de França. Va proposar la creació d'una zona d'incomunicació total a l'Alt Empordà que representava arrencar la pràctica totalitat de les vinyes de la comarca en un radi de 30 quilòmetres. Finalment, després de diversos estudis superiors amb tècnics especials, va promoure la substitució dels ceps autòctons per peus americans resistents a la plaga i la repoblació forestal a les zones de vinya que calgué abandonar. Tot va anar canviant i la comarca va tornar a gaudir de les vinyes i d'una considerable producció de vi.
Els biògrafs de Narcís Fages de Romà ressalten el seu prestigi reconegut arreu com a advocat de tendència liberal i republicana, el qual justifica en bona part la seva defensa en el procés que se seguí contra Abdó Terradas, el polític republicà i federal que fou escollit alcalde de Figueres l'any 1842, però les autoritats no n'acceptaren l'elecció, que hagué d'ésser repetida fins a cinc vegades, i finalment, pel fet d'haver-se negat a jurar lleialtat a la regència de Baldomero Espartero, el duc de la Victòria, fou empresonat al castell de Figueres, on romangué fins que pogué exiliar-se a Perpinyà.
Publicà molt diverses obres sobre agricultura i altres temes relacionats amb lleis i arrendaments; cal destacar-ne els Aforismes rurals (1849), que tingueren una gran popularitat.En el seu estudi sobre aquest llibre, el professor August Rafanell destaca "la bel·ligerància que traspuen aquests versos envers la industrialització i el món urbà en general i l'exaltació dels valors més pintorescos i seculars del món pagès", en contrast amb liberalisme polític de l'autor.

## La família Fages, una antiga nissaga empordanesa
El cognom Fages és una important i antiga nissaga de figuerencs, que posseïa nombroses terres i propietats en deu municipis de l'Alt i el Baix Empordà. El primer fou Francesc Fages, doctor en dret i que fou notari de Figueres entre el 1672 i 1706, i el qual ja tenia caràcter de noblesa personal.
Inicialment consten com a residents a la plaça de la Indústria però el 1850 van construir una gran mansió d'estil neoclàssic, dissenyada per l'arquitecte Josep Roca i Bros, al carrer dels Enginyers de Figueres.
El va seguir Josep Fages, també notari, Antoni Tomàs Fages, polític, que fou alcalde constitucional en el 1820-22, i pare de Narcís Fages de Romà. El seu fill, Carles Fages de Perramon, doctor en lleis, fou fundador de la Caixa d'Estalvis i Montepio de l'Empordà (1884) i va ser el segon president de la Fundació Asil Vilallonga del 1897 al 1832 i com a tal va promocionar les conferències de Sant Vicenç de Paül, l'escola nocturna per a joves obrers i la gratuïta de Sant Vicenç. Marià Fages de Sabater, germanastre de Narcís Fages de Romà, també doctor en lleis, el qual fou auditor al ministeri de Marina, el qual el 1857 va ser elegit diputat a Corts pel districte de Girona i nou anys després pel de Figueres i Xavier Fages, científic, que va crear en el 1844, juntament amb Francesc Gaiolà, la Societat Acadèmica i Recreativa de l'Empordà, de caràcter científic, que es va instal·lar a la casa de Francesc de Còdol, a la Rambla. Carles Fages de Climent, (1902-1968), besnet de Narcís Fages de Romà, va destacar com a poeta i escriptor; la biblioteca municipal de Figueres porta el seu nom. El fill d'aquest, Pere Ignasi Fages i Mir ha destacat també com a cineasta i polític.

## Aforismes
| « | En un jorn faràs llaurant més que vint homes fangant; més cregas que una fangada val molt millor que l'arada. | » |

| « | amb el teu major parles no et grinxoles ni te grates. | » |

| « | deus fer la visita, no sembli que hi plantes fita. | » |

## Obres
- Aforismos rurales, (Imp. Gregori Matas de Bodallés, Figueres, 1849); edició en català del mateix any Cartilla rural en aforismes catalans; edició valenciana, (Valencia, Josep Ruis, 1853).
- L'amic dels llauradors o Aforismes rurals (Imp. Josep Rius, València, 1853) / (Edició: Facsímil de Librerías Paris-Valencia, Editorial: Impremta J. Rius de València, 1980)
- Higiene rural o regles de sanitat a l'ús dels homes del camp. (Imp. L. Miègeville, Figueres, 1888)
- La filoxera y la zona de incomunicación. Cuestión de vida y muerte para el Ampurdán (Figueres, 1878).
- Memoria acerca de la conveniencia y necesidad de establecer la enseñanza agrícola en granjas-escuelas, a fin de que las provincias catalanas puedan formar su cultivo de la manera que es indispensable para que no las arruine la concurrencia de cereales del interior. (Figueres, Gregorio Mata de Bodallés, 1853).
- Exposición y proyecto de programa para el establecimiento de una granja escuela, (Girona, Grases, 1854).

## Estudis sobre Fages de Romà
CAMPS I ARBOIX, Joaquim de: Història de l'agricultura catalana, pp. 339-34, (Barcelona, Tàber, 1969).
INGLÉSIES, Josep: La crisi agrària de 1879/1900: La filloxera a Catalunya, (Barcelona, Edicions 62, 1968).
Thomas F. Glick